# Priva auricoccea
Priva auricoccea là một loài thực vật có hoa trong họ Cỏ roi ngựa. Loài này được A.Meeuse miêu tả khoa học đầu tiên năm 1960.